# Magdalena Egger
Magdalena Egger (* 22. Januar 2001 in Feldkirch) ist eine österreichische Skirennläuferin. Sie gehört aktuell dem B-Kader des Österreichischen Skiverbandes an und tritt in allen Disziplinen an. Ihr bisher größter Erfolg sind die sechs Juniorenweltmeistertitel, welche sie 2020 und 2022 gewann.

## Biografie
Im Alter von drei Jahren stand Magdalena Egger erstmals, unter Anleitung ihres Vaters, welcher Skilehrer ist, auf Skiern. Nachdem sie bereits im Grundschulalter begann mit dem Skiclub zu trainieren, folgten Schulwechsel an die Skimittelschule Schruns und im Jahr 2015 an das Skigymnasium Stams.
Zu Beginn der Saison 2018/19 gewann sie ihr erstes FIS-Rennen im Slalom am Pass Thurn. Ferner wurde sie Österreichische Jugendmeisterin im Riesenslalom und gewann beim Europäischen Olympischen Jugendfestival drei Medaillen.
Nach guten Ergebnissen in FIS-Rennen am Anfang der Saison 2019/20, wurde sie Ende November auch erstmals im Europacup eingesetzt und nachdem sie dort in allen Disziplinen bereits in die Punkte fahren konnte, debütierte Egger überraschend beim traditionsreichen Nachtslalom in Flachau auch im Weltcup.
Die Saison und ihre bisherige Karriere krönte sie bei den Juniorenweltmeisterschaften 2020. Sie gewann zunächst in der Abfahrt, welche sie eigentlich nur aus Trainingsgründen mitfahren wollte, dann den Super-G und später die Kombination, jeweils vor ihrer Teamkollegin Lisa Grill.
Ihre ersten Punkte im Weltcup sammelte sie mit einem 19. Platz beim ersten Slalom der Saison 2020/21 in Levi. Bei den Juniorenweltmeisterschaften 2021 in Bansko gewann sie die Bronzemedaille im Super-G.
Magdalena Egger startete im März 2022 zusammen mit Amanda Salzgeber und Victoria Olivier, Viktoria Bürgler, Valentina Pfurtscheller, Sophia Waldauf, Lukas Feurstein, Lukas Broschek, Lukas Passrugger, Kilian Pramstaller, Raphael Riederer und Joshua Sturm bei den Juniorenweltmeisterschaften in Kanada.
Dort holte sich die 21-Jährige gleich im ersten Rennen, der Abfahrt, die Goldmedaille. Insgesamt gewann sie dort bei fünf von sechs Rennen eine Medaille, lediglich im Slalom landete sie auf Platz 15. Durch diese Leistung stieg sie zur erfolgreichsten Teilnehmerin bei Ski-Juniorenweltmeisterschaften auf.

## Erfolge

### Weltcup
- 1 Platzierung unter den besten 20

### Weltcupwertungen
| Saison  | Gesamt | Gesamt | Slalom | Slalom |
| Saison  | Platz  | Punkte | Platz  | Punkte |
| ------- | ------ | ------ | ------ | ------ |
| 2020/21 | 108.   | 12     | 44.    | 12     |

### Europacup
- Saison 2023/24: 2. Super-G-Wertung, 4. Gesamtwertung, 4. Abfahrtswertung
- 6 Podestplätze, davon ein Sieg

| Datum        | Ort       | Land       | Disziplin |
| ------------ | --------- | ---------- | --------- |
| 9. März 2025 | Kitzbühel | Österreich | Super-G   |

### Juniorenweltmeisterschaften
- Fassatal 2019: 35. Riesenslalom
- Narvik 2020: 1. Abfahrt, 1. Super-G, 1. Alpine Kombination
- Bansko 2021: 3. Super-G
- Panorama 2022: 1. Abfahrt, 1. Super-G, 1. Riesenslalom, 2. Alpine Kombination, 2. Team, 15. Slalom

### Weitere Erfolge
- Österreichische Jugendmeisterin im Riesenslalom 2019
- 2 Siege in FIS-Rennen